# John William Gardner
John William Gardner (8. října 1912 Los Angeles – 16. února 2002 Palo Alto) byl americký politik, ministr zdravotnictví, školství a sociálních věcí za prezidenta Lyndona Johnsona.

## Život
V období druhé světové války sloužil u Americké námořní pěchoty jako kapitán. Roku 1955 se stal prezidentem korporace Carnegie Corporation of New York a zároveň současně i nejvyšším představitelem Carnegie Foundation for the Advancement of Teaching. Stojí také za založením dvou, dodnes vlivných, národních organizací v USA, a to Common Cause a Independent Sector; i za vznikem uznávaných spolků, White House Fellowship, John Gardner Fellowship a U.C. Berkeley.
Mimo jiné, je autorem mnoha knih pojednávajících o společenských věcech.
Roku 1964 převzal Prezidentskou medaili svobody a v roce 1966 byl i oceněn Medailí veřejného blaha od Národní akademie věd Spojených států.
Za Gardnerova ministerského působení vrcholila tzv. Johnsonova Velká sociální vnitrostátní agenda, která vedla ke vzniku zákonů rozšiřujících občanská práva, veřejné vysílání nebo zdravotní péči. V průběhu působení Johnsonovy sociální agendy byl aplikován program Medicare, jenž přinesl v prvé řadě kvalitní zdravotní péči seniorům a finanční prostředky chudším studentům. Gardnerova fotografie byla 20. ledna 1968 uvedena na obalu časopisu Time, který o něm obsahoval obsáhlý článek. O rok později Gardner také předsedal Korporaci pro veřejné vysílání, o jejíž vznik se sám zasloužil - tak jako roku 1970, kdy stál za založením dalších neziskových organizací - Common Cause a Experience Corps.
Roku 1973 obdržel Ocenění S. Rogera Horchowa za největší zájem veřejnosti o služby soukromé osoby, ocenění, které každoročně uděluje nadace Jefferson Awards.
Na svůj ministerský post rezignoval, protože nesouhlasil s podporou Války ve Vietnamu.
Mezi lety 1980–1983 působil jako spoluzakladatel Nezávislého sektoru, jenž se angažuje, jménem organizací osvobozených od daní, s cílem zachovat charitativní odpočet.
V záři 2000 Gardner propůjčil své jméno a poskytl podporu Centru Johna W. Gardnera pro mládež a jejich komunity nacházejícího se na Stanfordově univerzitě. Centrum spolupracuje s mládežnickými skupinami z cílem zkvalitnit životy mladých lidí.
Zemřel 16. února 2002 na rakovinu v San Francisku, kde je také pochován na Národním hřbitově.

## Dílo
- Excellence: Can We Be Equal and Excellent Too? (1961)
- To Turn the Tide (1962)
- Self-Renewal (1964)
- No Easy Victories (1968)
- The Recovery of Confidence (1970)
- In Common Cause (1972)
- Morale (1978)
- Quotations of Wit and Wisdom (1980)
- On Leadership (1990)
- Living, Leading, and the American Dream (2003)
- Uncritical Lovers, Unloving Critics (1968)

## Citáty
- „Život je umění kreslit bez možnosti gumovat.“
- „Všichni se potýkáme s řadou velkých příležitostí - právě ty se tváří jako neřešitelné potíže.“
- „Spousta vzdělání je v dnešku velice neefektivní. Až příliš často totiž dáváme mladým lidem ořezané květiny, kdy bychom je však měli učit pěstovat jejich vlastní.“